# 52e armée (Union soviétique)
Pour les articles homonymes, voir 52e armée.
La 52e armée est une armée de campagne de l'Armée rouge de l'Union soviétique déployée par les Soviétiques dans la lutte contre l'Allemagne nazie pendant la Seconde Guerre mondiale.

## Historique
L'unité est créée le 25 août 1941 à partir du quartier général du 25e corps de fusiliers (en) et est chargé de défendre le nord de Novgorod. Le 26 septembre 1941, le quartier général de la 52e armée est utilisé pour former la 4e armée (2e formation). Le quartier général de la 52e armée est rétabli le 28 septembre 1941. En mai 1943, l'armée est transférée sous le contrôle de la Réserve du Haut Commandement Suprême (réserve Stavka). La Stavka déploie la 52e armée sur le front de la steppe en juillet 1943, celle-ci combattra ensuite en Ukraine, dans le sud de la Pologne, dans le sud-est de l'Allemagne et enfin dans le nord de la Tchécoslovaquie.
Le 3 avril 1945, la 52e armée comprend le 7e corps mécanisé de la Garde, le 48e corps de fusiliers (116e et 294e divisions de fusiliers (en)), le 73e corps de fusiliers (50e (en), 111e et 254e divisions de fusiliers (en)) et le 78e corps de fusiliers (31e (en), 214e (ru) et 373e divisions de fusiliers (en)), la 213e division de fusiliers (en), le 214e régiment de chars, deux unités d'artillerie et des unités de service.
Au début de la bataille de Bautzen, le 21 avril 1945, les Allemands s'interposent entre la 2e armée polonaise et la 52e armée autour de Bautzen, à environ 40 km au nord-est de Dresde et à 25 km à l'ouest de Görlitz, balayant les unités soviétiques du 48e corps de fusiliers et se dirigeant vers Spremberg. Le major général Mikhaïl Pouteïko (en), commandant de la 254e division de fusiliers du 73e corps de fusiliers de la 52e armée, est mortellement blessé près de Bautzen. Par la suite, la 52e armée participe à l'avancée sur Prague avec le 1er front ukrainien.
Après la guerre, l'armée est transférée en Pologne avec son quartier général à Cracovie. Elle est rapidement déplacée vers l'ouest de l'Ukraine, avec son siège à Drohobytch. Le 12 juin 1946, l'armée est transformée en 8e armée de chars (en) et son quartier général transféré à Jytomyr. Les 48e et 78e corps de fusiliers sont dissous, ainsi que les 31e, 111e, 116e, 213e, 214e et 373e divisions de fusiliers. Le 73e corps de fusiliers est transféré dans la 13e armée.

## Commandants
L'armée fut commandée par les généraux suivants:
- Août 1941 à janvier 1942 : Nikolaï Klykov
- Janvier 1942 à juillet 1943 : Vsevolod Yakovlev
- Juillet 1943 à juin 1946 : Konstantine Koroteïev